# Macon (ort i Belgien)
Macon är en ort i Belgien.   Den ligger i provinsen Hainaut och regionen Vallonien, i den södra delen av landet, 90 km söder om huvudstaden Bryssel. Macon ligger 211 meter över havet och antalet invånare är 692.
Terrängen runt Macon är platt. Närmaste större samhälle är Momignies, 4,1 km sydväst om Macon. 
Omgivningarna runt Macon är en mosaik av jordbruksmark och naturlig växtlighet. Runt Macon är det ganska glesbefolkat, med 48 invånare per kvadratkilometer.